# Revista "Iosif Vulcan" (Australia)
Revista "Iosif Vulcan este o revistă de cultură și artă, care a apărut în luna martie a anului 1993, la Cringila, o localitate situată la 100 de km de Sydney. Colectivul redacțional, anunțat incă din primul număr al revistei era următorul: Ioan Miclău (redactor-șef), Elena Maling, Tincuța Miclău (în redacție), Otilia Miclău (ilustrații). Publicația avea drept scop definitiv servirea românului emigrant australian, fiind o revistă de caritate, non profit, care viza înnobilarea culturii și a artei românești. 

## Continutul revistei
Programul revistei sa va cristaliza pe parcurs. Acesta pare a fi inspirat chiar din revista "Familia", a lui Iosif Vulcan, patronul revistei, al cărui portret apare pe coperta fiecărui număr. Revista își propune să fie o enciclopedie culturală, de literatură, folclor și istorie. 
Poezia este genul literar cel mai des întâlnit, datorită faptului că redactorul-șef însuși este poet, prezent cu versuri în aproape fiecare număr. Sunt reproduse poezii din clasicii literaturii române: Mihai Eminescu, Vasile Alecsandri, Veronica Micle, George Coșbuc, Grigore Alexandrescu, Dimitrie Bolintineanu, Alexandru Mateevici, Nicolae Iorga, Ștefan Octavian Iosif, Iosif Vulcan, Octavian Goga, Vasile Militaru, Lucian Blaga, Geo Dumitrescu, Aron cotruș, Ștefan Baciu, Minerva Chira. 
Proza(narațiuni, amintiri sau însemnări de călătorie) este reprezentată de Gheorghe Santău, Raymond G.Roca, Alexandru Vlahuță, Ioan Miclău. Teatrul este reprezentat doar prin comedia în 4 acte, "Mitrea sucitu și mireasa", care critica regimul comunist. Critica este prezentă prin unele recenzii semnate de Ioan Miclău. 
Revista reproduce pagini întregi sau fragmente din alte publicații australiene de limba română. 
De la inceput se încearcă menținerea contactului cu realitățile politice ,sociale și culturale din România, încă din numărul inaugural publicându-se o biografie a lui Emil Constantinescu, care, cu un an în urmă, devenise Președintele României.
Un colaborator de valoare al revistei este Lucian Boz, care trimite spre publicare mai multe cronici literare, pe care le publicase în perioada interbelică, la cărți de Sadoveanu, mai ales. Găsim în revistă și diverse articole despre activitatea românilor australieni, înființarea Societății Familia, rețete culinare etc. 
Paginile de folclor sunt reprezentate de reproduceri din poezia populară (Miorița, Toma Alimos), din basmele lui Petre Ispirescu, culegeri de folclor românesc și australian. Ca revistă de credință ortodoxă, revista "Iosif Vulcan" publică materiale dedicate marilor sărbători ale creștinătății, Paștele și Crăciunul, pastoralele unor preoți. Traducerile nu sunt foarte numeroase. Sunt recenzate cărți ale unor autori româno-australieni,despre care ar fi fost greu să aflăm din altă parte. 
Revista a fost tipărită într-un mod curios, probabil unic în istoria presei românești: se decupau articole din diverse cărți și reviste, se lipeau pe o coală A4, după care se multiplicau prin xeroxare.
După 2006, revista "Iosif Vulcan" nu mai apare pe hârtie ci este transferată în mediul virtual. Odata cu schimbarea formatului, revista nu mai respectă structura unei publicații periodice, fiind mai mult o înșiruire de articole. 